# Агриппа Неттесгеймский
Агри́ппа Неттесгеймский (нем. Agrippa); настоящее имя Ге́нрих Корне́лиc Неттесгеймский (Heinrich Cornelius von Nettesheim); 14 сентября 1486, Кёльн, Священная Римская империя — 18 февраля 1535, Гренобль, Франция) — немецкий гуманист, врач, алхимик, натурфилософ, оккультист, астролог и адвокат. Имя Агриппа взял в честь основателя своего родного города Кёльна.
Основной труд Агриппы Неттесгеймского — «О тайной философии» (1510, изд. 1531—1533) — был настольной книгой для француза Элифаса Леви(1810—1875), создателя термина «оккультизм». Это сочинение из трёх частей, последовательных описаний трёх видов магии: натуральной (англ. natural magic), небесной и церемониальной, — отчасти причина прозвания Агриппы «чернокнижником», «колдуном» и «магом».

## Биография
Агриппа вёл жизнь, полную приключений, скитаясь в поисках обеспеченного положения и щедрого покровителя по разным городам Италии, Франции, Германии, Фландрии и Англии, будучи попеременно военным, профессором, юристом, практикующим врачом (без соответствующего диплома), историографом и т. д.
Вначале обратил на себя внимание богословскими лекциями в Доле во Франш-Конте, но своими едкими сатирами восстановил монахов против себя и, обвинённый в ереси, принужден был покинуть этот город, чтобы переселиться в Англию. После того, занявшись некоторое время преподаванием богословия в Кёльне, предпринял путешествие в Италию, где, поступив на военную службу, получил в чине капитана звание рыцаря.
Врагов он приобретал так же быстро, как и друзей, в результате чего за ним закрепилась слава чернокнижника.
За своё знаменитое сочинение «О ненадёжности и тщете мирских искусств и наук» («De incertitudine et vanitate scientiarum»; Кёльн, 1527), представлявшее злую сатиру на тогдашнее состояние науки, а также за книгу «О тайной философии» («De Occulta Philosophia») был обвинён Карлом V. После этого Агриппа бежал в Лион, но там он был арестован и заключён в тюрьму. Получив свободу благодаря ходатайству друзей, переселился в Гренобль во Франции и прожил там до конца дней. Кроме двух упомянутых сочинений, оставил ряд мелких трактатов, более или менее парадоксальных, и обширную ценную переписку.
Воображение современников и ближайших потомков видело в нём «чернокнижника» и колдуна и разукрасило его жизнь измышлениями, подобными тому, что рассказывалось о докторе Фаусте. Так, утверждалось, что некоторые из написанных им книг по демонологии обладали собственным разумом и сознательно доводили до смерти своих владельцев, к которым попали после смерти автора. Генри Морли пересказывает также предание, согласно которому Агриппа, якобы продавший душу сатане, держал у себя дома огромного чёрного пса-демона, который и унёс его душу в Преисподнюю.

## Взгляды
Был близок к гуманистам (Рейхлину, Эразму Роттердамскому), обладал пытливостью и независимостью мысли и боролся против фанатизма и схоластических предрассудков. Однако держался особняком и не стал определённо на сторону гуманизма или Реформации.
Благодаря резким выступлениям, нажил много врагов и подвергался неоднократным преследованиям как со стороны церковных, так и светских властей. С большой смелостью выступил против веры в колдовство и добился оправдания одной из так называемых «колдуний». Мировоззрение его во многом носило характерную для того времени мистическую окраску в духе Раймунда Луллия и Рейхлина; но вместе с тем он умел критически отнестись к современной ему науке (его сочинение «О тщете наук» исследует общие основания научного познания). В другом сочинении — «Об оккультной философии», Агриппа подробно излагает систему магии; собственный его взгляд на этот предмет неясен; из некоторых мест переписки можно заключить, что сам он отрицал значение магии, веру в которую разделяли многие из наиболее просвещённых его современников.

## Упоминания в литературе
- В пьесе Кристофера Марло «Трагическая история Доктора Фауста» (1588), акт I сцена 1, упоминается главным героем как образец мастера в магических искусствах: «С Агриппою сравняюсь, что стяжал в Европе славу властью над тенями».
- Агриппа — одна из фигур, которая вдохновила Гёте на создание трагедии «Фауст» (1808).
- Упоминается в романе Мэри Шелли «Франкенштейн, или Современный Прометей» (1818) среди авторов, труды которых изучал главный герой.
- Корнелий Агриппа — герой фантастического рассказа Веры Желиховской «Ночь всепрощения и мира» (1896) о том, как к нему наведался Агасфер.
- В романе Валерия Брюсова «Огненный ангел» (1907) выступает одним из значительных действующих лиц. Персонаж одноимённой оперы (1919—1927) Сергея Прокофьева.
- Мысль Агриппы из книги «Об оккультной философии» (1531) взята эпиграфом ко второму роману Умберто Эко «Маятник Фуко» (1988).
- В романе  Дениса Гербера «Ангел, стоящий на солнце» (2016) Агриппа передаёт главному герою записку с паролем «in peius, in melius», благодаря которой можно купить запрещённые церковью книги.
- В 2025 г. вышел полный русский перевод книги под названием «Три книги тайной философии» в переводе Д. А. Зеленина (изд-во «Академия исследований культуры»).

## Упоминания в компьютерных играх
- Генрих Корнелиус Агриппа — один из главных персонажей игры Amnesia: The Dark Descent, связанный с одной из её концовок. Действие игры происходит в 1839 году, и жизнь Агриппы с помощью «эликсира жизни» поддерживает Александр Бренненбургский, главный антагонист игры.